# Alkemi

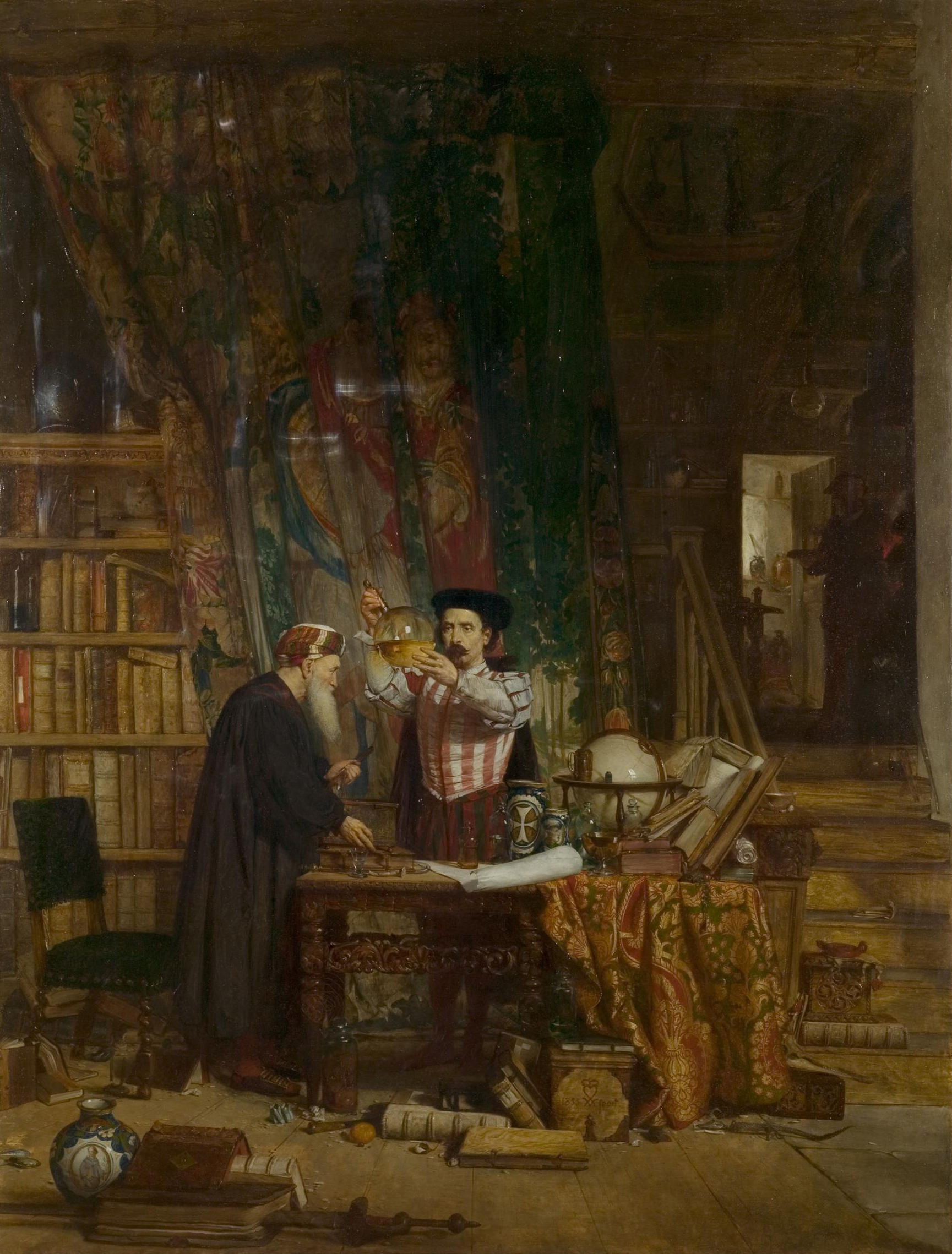
"Alkemisten", målning av William Fettes Douglas.

Alkemi (arabiska الكمياء al-kimia, ’kemin’) kallas den äldre tidens vetenskap som var förstadium, en protovetenskap, ur vilket den moderna vetenskapliga kemin växte fram. Bland de äldsta bevarade skrifterna om alkemi finns Stockholmpapyrusen och Leiden X papyrusen. De som höll på med alkemi kallades "alkemister". I dag betraktas alkemi som en pseudovetenskap, och praktiseras inte av några meriterade kemister, men förekommer i esoteriska kretsar, samt som symbolspråk inom till exempel den teoretiska psykologin och metafysiken.

## Etymologi
Ordet alkemi kommer från det fornfranska ordet alquemie, alkimie, som används i medeltida latin som alchymia. Detta namn kom från det arabiska ordet al-kīmiyā (الكيمياء eller الخيمياء) som består av två delar: den sena grekiska termen khēmeía (χημεία), khēmía (χημία), vilket betyder "att smälta eller gjuta en metall", och den arabiska bestämda artikeln al- (الـ), som betyder "den". Tillsammans kan denna förening tolkas som "processen för transmutation för att fusionera eller återförenas med den gudomliga eller ursprungliga formen". Dess rötter kan spåras till det egyptiska ordet kēme, vilket betyder "svart jord" som refererar till den bördiga och guldhaltiga jorden i Nildalen, i motsats till röd ökensand.
Enligt egyptologen Ernest Alfred Wallis Budge betyder det arabiska ordet al-kīmiyaʾ faktiskt "den egyptiska [vetenskapen]" och lånar från det koptiska ordet för "Egypten", kēme (eller motsvarande i den medeltida bohairiska dialekten av koptiska, khēme). Detta koptiska ord härstammar från demotiska kmỉ, själv från forntida egyptiska kmt. Det forntida egyptiska ordet hänvisade till både landet och färgen "svart" (Egypten var det "svarta landet", i motsats till "det röda landet", den omgivande öknen); så denna etymologi kunde också förklara smeknamnet "Egyptian black arts". Men enligt Carl August Friedrich Mahn kan denna teori vara ett exempel på folketymologi. Om man antar ett egyptiskt ursprung definieras kemi enligt följande:
Kemi, från det forntida egyptiska ordet "khēmia" som betyder transmutation av jorden, är vetenskapen om materia i atom till molekylär skala, som främst handlar om samlingar av atomer, såsom molekyler, kristaller och metaller.
Således, enligt Budge och andra, härstammar kemi från det egyptiska ordet khemein eller khēmia, "beredning av svart pulver", slutligen härrörande från namnet khem, Egypten. Ett dekret av Diocletianus, skriven omkring 300 e.Kr. på grekiska, talar mot "de forntida skrifterna av egyptierna, som behandlar khēmias transmutation av guld och silver". På kejsar Diocletianus’ tid hade hågen för alkemin spritt sig så inom det romerska riket, att kejsaren (296 e. Kr.) fann sig föranlåten att befalla, att alla egyptiska verk rörande konsten att göra guld skulle brännas upp.
Den medeltida latinska formen påverkades av det grekiska ordet chymeia (χυμεία) som betyder 'blandning' och hänvisade till läkemedelskemi.

## Tidig alkemi
Under 300-talet idkades alkemin ivrigt vid den lärda skolan i Alexandria. Flera alkemistiska verk kom därifrån. Författarna använde vanligtvis någon stor filosofs namn (Demokritos, Pythagoras och så vidare) för att ge större anseende åt den sak de förfäktade. Från grekerna kom alkemin till araberna, hos vilka den fick stor utbredning och även sitt namn. En bekant alkemistisk skrift från denna tid (början av 800-talet) är den av Geber, en till islam omvänd grek, som författade Summa perfectionis, av vilken framgår, att metallerna då allmänt ansågs vara sammansatta kroppar. Genom araberna och över Spanien gjorde alkemin sig åter inträde i det övriga Europa. Nästan alla medeltidens lärda män finner vi därefter sysselsätta sig med alkemi (så Albertus Magnus, Roger Bacon m. fl.). Största uppseendet väckte dock Raimundus Lullus, som enligt sägnen åt konung Edvard I av England förvandlade uppemot 50 000 pund kvicksilver, bly och tenn till guld. Alkemien behöll sitt anseende under reformationens århundrade, men urartade mer och mer, särskilt under 1600- och 1700-talen, från ett ärligt fantasteri till ett svekfullt näringsfång.

## Medeltidens alkemi
Alkemisterna under medeltiden sysselsatte sig till en del även med att försöka framställa guld och ett livselixir som skulle bota alla sjukdomar och förlänga livet. För detta ändamål sökte de efter ett urämne som alla andra ämnen skapades ifrån och som kom att kallas bland annat "de vises sten" (det fulländade ämnet). Detta ämne troddes innehålla livsprincipen för alla varelser och ting i den skapade världen och för den skull mäktigt såväl att förvandla alla "omogna" eller "sjuka" metaller, det vill säga silvret och de oädla metallerna, till "frisk" metall, eller guld. När detta sedan nyttjades i förtunnad form som drickbart guld, eller livselixir, skulle det återställa sjuka och ålderstigna människor till hälsa och ungdom. Den hemlighetsfulla konstens innehavare kallades adepter. Sitt förfaringssätt framställde adepterna i en gåtfull, i olika alkemistiska skrifter mycket skiftande terminologi.
Tankarna om att man skulle kunna framställa redan kända ämnen, till exempel guld, genom att blanda andra ämnen grundar sig på Aristoteles teori om att alla ämnen i sin tur är uppbyggda av de fyra elementen i olika blandningar. Genom att blanda olika ämnen i rätt proportioner skulle man kunna få fram vilket annat ämne som helst. Namnet på alkohol är ett arv från alkemisternas tid. Deras tankesystem byggde på olika mängder av magi, platonism, gnosticism och andra numera i mångt och mycket bortglömda läror som sammankopplade den materiella och andliga världen. 
En segdragen föreställning var till exempel att värme var ett slags vätska som fanns inuti materien, och att ämnen som kunde brinna innehöll ett speciellt "eldämne" kallat "flogiston". Trots dessa felaktiga antaganden gjorde alkemister många viktiga tekniska uppfinningar, till exempel destillation, och de upptäckte och isolerade ämnen som kvicksilver. Slumpvis gjorde alkemisterna många viktiga rön och upptäckter, som sedermera kom den vetenskapliga kemin till godo. Alkemin skiljer sig dock fullständigt från kemin såväl i förutsättningar som metod och syfte.

## Kinesisk alkemi
Kinesisk alkemi förknippas framför allt med daoism och visar många likheter med europeisk alkemi. Den delas upp i inre och yttre alkemi (Neidan och Weidan). 
Praktiserande av Neidan fokuserar på att kultivera och stärka resurser som redan finns inom den mänskliga kroppen. Weidan utförs med hjälp av framställda elixir, extrakt och mediciner som härrör utanför kroppen. Den kinesiska alkemin byggde på läran om de fem elementen och målet var ofta att framställa livselixir, vanligen baserat på cinnober (röd kvicksilversulfid), som skulle skänka odödlighet till den som intog det. Många kejsare ska ha dött efter sådana kurer, men alkemisterna gjorde också viktiga vetenskapliga upptäckter under sina experiment.

## Alkemin under 1700-och 1800-talet
Även sedan den vetenskapliga kemin fått sin grundläggning och börjat sin utveckling, fortsatte intresset för alkemin. Bland de många framstående män, som under 1700-talet sysselsatte sig med densamma, var även skalden Goethe, som i Frankfurt bedrev alkemistiska studier och, enligt vad han själv omtalar, botades från en svår sjukdom genom en "panacé", tillverkad av alkemisten och läkaren Metz. Bland svenska alkemister förtjänar att nämnas August Nordenskiöld.
I Sverige har alkemin inte funnit något verkligt insteg, och den enda märkvärdiga företeelsen är den fångne livvländske generalen Paijkulls uppträdande, som, under sin fångenskap 1706, erbjöd sig, att om han finge behålla livet, fastän i ständig fångenskap, årligen tillverka guld för ett värde av 1 miljon R:dr, och som även lyckades att kringgå deras uppmärksamhet, som skulle övervara hans försök, så att vår ryktbaraste kemist på den tiden, Urban Hjärne, som själv var anhängare till alkemins läror, blev fullkomligt övertygad om Paijkulls förmåga att hålla sitt löfte, och att det guld som erhölls vid hans operationer, vore frambragt av andra ämnen genom den kemiska konstens åtgärd. Skådemynt präglades med påskrift: Hoc aurum arte chemica conflavit. Holmiæ 1706. O. A. v. Paykull. Karl XII:s oböjliga vilja gjorde dock ett hastigt slut på detta charlataneri genom det energiska yttrande, att om ”Paykull ock kunde göra Brunkeberg till guld, skulle han ändock dö”.
Alkemi har alltid varit populärt i ockulta kretsar. Den pseudovetenskapliga alkemin nådde en kulmen på 1800-talet, då bland annat August Strindberg ägnade sig åt detta under starkt inflytande av Emanuel Swedenborgs tankar. Under ett experiment lyckades Strindberg framställa kattguld av järn och svavel och trodde sig ha framställt riktigt guld. Tanken upptogs av Carl Gustav Jung som skrev om individuationsprocessen med alkemin som symbolspråk och teori om all utvecklings givna ordning. Under Jungs påverkan har sedan alkemin under 1900-talet influerat den nyandliga rörelsen, men även forskare i olika kulturvetenskaper.
Inom mysticismen står alkemin inte för att materiellt förvandla olika material till guld, utan att människan ska förvandla sitt inre, symboliska liv till ett andligt tillstånd, rent och ädelt och lysande som guld. Alltså handlar alkemi inom de flesta esoteriska skolor om att utveckla sitt inre, vilket kan liknas vid en kemisk process, att bränna bort alla dåliga egenskaper o.s.v. och kultivera de bättre, så att det som förr fanns transformeras till ett högre tillstånd.

## Dagens "alkemi"
På senare tid har några av alkemins mål blivit uppfyllda, men genom användning av vetenskap och forskning i stället för de klassiska alkemiska tillvägagångssätten.
1919 lyckades Ernest Rutherford omvandla kväve till syre genom att bombardera atomkärnan med alfastrålning tills den gick sönder. 1980 transmuterade Glenn Seaborg vismut till guld i mikroskopiska mängder men till alldeles för stor energikostnad för att någon ekonomisk vinst skulle existera. Varken Ernest Rutherford eller Glenn Seaborg var alkemister, men utfallet från deras fysikaliska experiment råkade sammanfalla med alkemiska spekulationer och önskemål.

## Alkemi i kultur
Alkemi har gestaltats inom konst, litteratur, musik och spel i allt från Shakespeare till Harry Potter.